# 실크 (마블 코믹스)
실크(영어: Silk)는 마블 코믹스의 슈퍼히어로 캐릭터로, 스파이더맨의 파생 인물이다. 스파이더맨에게 초능력을 준 거미에 스파이더맨 다음으로 물려 힘을 얻은 거미 능력자이다. 한국계 미국인이며 본명은 신디 문(Cindy Moon)이다. 2014년 4월 《어메이징 스파이더맨》 3부 1호에 처음 등장했고, 댄 슬롯과 움베르토 라모스가 공동 창작하였다.

## 만화에서의 등장
실크는 스파이더맨의 조역으로 처음 등장했다. 《어메이징 스파이더맨》 3부 1화에 처음으로 모습을 비추었으나, 이때는 이야기 첫머리의 회상 장면에서 배경인물로만 나왔다. 그리고 이후로도 '어느 벙커에 감금되어 살아가는 소녀'로서 계속해서 모습을 드러냈다. 그러다가 4화에서 '원죄' 이벤트의 영향으로 스파이더맨과 마주함으로써 비로소 정체가 공개되었다.
'스파이더버스'에서 비중 있는 역할을 맡은 실크는 인기가 높아져 이후로 단독 타이틀이 시작되었다. 다만 이 타이틀은 '시크릿 워즈' 이벤트로 #7로 종료되었다가 같은 작가진으로 리런치된다.

## 행적

### 피터 파커의 '원죄'
한국계 가정에서 부모님의 엄한 교육을 받으며 자랐다. 남자친구와 함께 과학 전시회에 갔다가, 방사능에 노출된 거미에게 다리를 물린 뒤 초월적인 감각과 힘, 기억력, 그리고 손에서 거미줄을 뿜어내는 능력을 얻게 되었다. 이 능력으로 인해 가족과 갈등을 겪다가, 이지킬 심스(Eziekiel Simms)라는 남자가 나타났고, 그녀는 위험하다는 이유로 벙커에 갇혀 13년을 보내게 된다.
'스파이더맨' 피터 파커가 와처의 눈으로 인해 그녀의 존재를 떠올리게 된다. 그는 즉시 벙커로 향해 그녀를 해방시킨다.

### 스파이더버스
이전까지는 피터 파커, 안나 마리아 마르코니와 함께 트리베카의 아파트에서 살고 있었으나... 피터와 같이 있으면 계속 달라붙어 끈적해지는 것을 우려하여, 결국 피터의 곁을 떠난다. 팩트 채널의 상사 내털리 롱의 충고를 듣고, 이전의 거미줄만 칭칭 감은 복장에서 검은색을 좀 집어넣은 새로운 슈트를 만들어낸다. 그리고 슈퍼 악당 '링거'를 때려잡으면서 화려하게 히어로로 데뷔하였다.
한동안 피터와는 만나지 않았다. 그러던 어느날, 신디는 '위대한 거미줄'의 모든 가닥들이 피터에게 이어지고 있음을 강하게 직감한다. 이는 신디는 피터에게 서로의 본능을 억제하기 위해 뉴욕을 떠나라고 말하지만 피터는 당연히 반대한다. 둘을 말다툼을 하며 뉴욕 거리에서 악당들을 처리하게 되는데, 그때 수많은 '거미 군단'을 만난다. 거미 군단은 신디가 깨달은 바와 같이, 지금 위대한 거미줄이 바로 피터 파커를 가리키고 있다고 말하면서, 거미 군단에 합류할 것을 요청한다. 신디는 피터와 같이 그들과 움직이게 된다. 둘은 '안전 구역'으로 통하는 지구-13으로 이동한다. 그곳에는 멀티버스의 수많은 스파이더맨들이 모여있었고, 신디는 서로 조금씩 다른 '피터 파커'들에게 호기심을 가진다.
그 무렵 또 다른 평행우주에서 새로운 거미 군단이 감지되고, 안전 구역의 거미들은 조를 이뤄 그들과 접촉하기 위해 포털을 타고 이동하였다. 신디를 어째선지 가지 못하게 막았지만 신디는 무시하고 포털을 탄다. 포털이 이어진 곳은 지구-938. 그곳에는 오토 옥타비우스 스파이더맨이 이끈 또 다른 거미 군단이 있었다. 오토는 그들이 찾아온 것에 대해 화를 내며, 케인과 신디가 발산하는 비정상적인 수치의 '냄새' 때문에 후계자들이 쳐들어 올 것이라 말한다. 그리고 오토의 말대로, '데이모스'와 다른 후계자들의 일원들이 연속으로 은거지에 쳐들어오기 시작한다. 혼란스러운 와중에 신디는 자신이 후계자들을 끌어들이는 체질을 가지고 있다는 것을 이용해, 그들을 유인하기 위해 포털을 열고 다른 우주로 도망친다. 신디를 돕기 위해 스파이더우먼, 스파이더맨 누아르가 뒤따르고, 보라와 브릭스 남매가 신디를 쫓게 된다.

### 가족의 행방
평행우주를 오가는 싸움이 끝나고 신디는 다시 뉴욕으로 돌아온다. 여전히 히어로 활동을 하는 한편, 평행우주에서의 그 사건 이후 통제불능이 된 거미 감각 때문에 실수도 많아졌다.
피터 파커와의 관계는 복잡미묘해졌다. 페로몬 때문에 끌리면서도 이제는 신디 본인이 거부한다. 오히려 피터 쪽에서 신디에게 다가오는 모습으로, 단순히 끌리는 것보다도 신디의 처지를 걱정하고 있기 때문.
팩트 채널에서 실크를 취재하는 식으로(마치 과거 피터 파커가 데일리 뷰글에 그랬듯) 직장생활을 하면서 사라진 가족에 대한 정보를 물색하는 신디. 그 와중에 얹혀 살던 집은 룸메이트가 애인이 생기는 바람에 적당히 눈치 보며 빠져 나왔다. 따로 갈 곳도 없을 그녀가 찾아간 곳은 바로, 이윽고 10년을 혼자 갇혀 살았던 벙커였다.
이지킬 심스는 사망하면서 자신에 관한 모든 정보를 없애버렸다. 가족들은 신디 문이 벙커에 들어가고 얼마 지나지 않아 소리소문 없이 사라졌다. 모든 것이 수수께끼투성이인 상황. 지나간 과거를 그리워 하던 신디의 눈 앞에 갑자기 "하일 히드라"를 외쳐대는 거대 촉수 로봇이 등장한다.
하수도에서 간신히 로봇을 때려잡고 구정물에 젖어 있는 신디는 우연하게도 과거의 남자친구, 헥터를 만나게 되었다. 신디는 10년 만의 재회를 반가워 했지만, 그가 다른 여자와 약혼한 상태라는 걸 알고는 심란해진다.

### 마지막 날들
가족을 데리고 있는 자들을 알고 있다던 리페어맨은 블랙 캣에게 살해당했고, 실마리는 다시 사라져 버렸다. 그 와중에 세계는 인커전의 여파로 멸망을 향해 나아가고 있었다. 멸망의 기운이 도래한 마지막 날 J. 조나 제임슨 편집장이 신디의 동생 '앨버트 문'을 찾은 것 같다며 그녀에게 정보를 준다. 신디는 바로 실크가 되어 멸망 직전의 어수선한 도시를 뒤져 수소문 끝에, 한 병원에서 가명으로 입원해 있는 앨버트를 찾는다. 엄마와 아빠는 없었다. 신디는 동생을 껴안은 채 세계의 종말을 맞이한다.

## 능력
피터 파커와 마찬가지로 방사능 거미에 물려 초능력을 얻었으며 그와 마찬가지로 초인적인 힘과 민첩성을 가지고 있으나, 피터의 그것보다 훨씬 예민하고 강력하다. 특히 스파이더 센스의 경우, 피터보다 위험을 더 빨리 감지할 수 있을 정도로 범위가 넓다. 《스파이더버스》 이후로 어째선지 너무 민감해져서 골치가 아프다는 모양이다.
그녀의 과거에서 묘사되는 바를 보면 거미에 물리기 이전에도 남다른 암기력을 지니고 있었다. 지나가는 귀로 들은 정보를 줄줄 욀 정도인데, 그녀의 탄생의 비밀과 어느 정도 연관이 있는 것으로 보인다.

## 담당 배우

### 영화
- 스파이더맨: 홈커밍(2017) - 티퍼니 에스펀슨(신디)

## 담당 성우

### 비디오 게임
- 마블 어벤저스 아카데미(2016) - 빅토리아 웡